# Pezicula sepium
Pezicula sepium är en svampart som först beskrevs av Jean Baptiste Desmazières, och fick sitt nu gällande namn av Dennis 1964. Pezicula sepium ingår i släktet Pezicula och familjen Dermateaceae.  Arten är reproducerande i Sverige. Inga underarter finns listade i Catalogue of Life.